# Anri Džergenija
Anri Džergenija (plným jménem Anri Michail-ipa Džergenija, abchazsky Анри Михаил-иԥа Џьергьениа; 8. srpna 1941, Leningrad – 5. ledna 2020, Moskva) byl abchazský právník, soudce, prokurátor, politik a bývalý premiér Abcházie v letech 2001 až 2002. V době svého předsednictví ve vládě byl též považován za favorita prezidentských voleb, jež se měly uskutečnit o dva až tři roky později.

## Biografie
Džergenija se narodil v Leningradu, v Ruská SFSR, daleko od domova svého lidu, kde také vystudoval. V Moskvě studoval na Lomonosovově univerzitě práva, kde promoval v roce 1963. Poté se odstěhoval do Abchazské ASSR, kde působil v nejrůznějších funkcích státní správy. Začínal v roce 1965 jako inspektor na ministerstvu vnitra, dále působil od roku 1973 na pozici vrchního inspektora na suchumské prokuratuře. V letech 1975 až 1978 zastával funkci předsedy lidového soudu v Suchumi a poté byl až do roku 1992 soudcem u Nejvyššího soudu Abchazské ASSR.
Po vyhlášení nezávislosti na Gruzii v roce 1992 byl jmenován generálním prokurátorem separatistické Abcházie. V době války v Abcházii v letech 1992–1993 a po ní byl tím, kdo obhajoval zacházení s válečnými zajatci. 14. dubna 1999 byl ve funkci potvrzen až po vášnivých debatách v abchazském lidovém shromáždění a opakovaných hlasování. Po celé toto období byl Džergenija také vedoucí delegace vyjednavačů namísto prezidenta Vladislava Ardzinby a zplnomocněný představitel Abcházie pro mírové rozhovory ohledně řešení gruzínsko-abchazského konfliktu. Z tohoto titulu vedl osobně rozhovory s představiteli Gruzie, Ruska, Spojených států amerických a OSN.

### Premiér Abcházie
Poté, co rezignoval premiér Vjačeslav Cugba, jmenoval do této funkce Ardzinba právě Džergeniju, a to 7. června 2001. Díky tomu, že se prezidentovi Ardzinbovi začalo zhoršovat zdraví, kvůli čemuž se začal méně ukazovat na veřejnosti i méně zasahoval do dění abchazské politiky, byl Džergenija na rozdíl od svých předchůdců prvním premiérem, kdo Abcházii mohl vést politicky. Dříve premiéři pouze vedli ekonomickou stránku státu.
Džergenija byl vnímán jako velmi silně prorusky orientovaný, což dával najevo zejména tím, že nejen odmítal jakoukoliv formu jednoty s Gruzií, ale také činil kroky, kterými chtěl Abcházii přidružit k Ruské federaci a vyzýval abchazské obyvatelstvo, aby si obstaralo ruské pasy, což nakonec většina Abchazů učinila. Rovněž vedl jednání o rozšíření hraničního přechodu do Ruska, jež přestávalo kapacitně vyhovovat. Také volal po vojenské alianci s dalším gruzínským separatistickým státem Jižní Osetií, zejména po událostech při Kodorské krizi, kdy Abcházii napadla velká skupina čečenských teroristů, kteří se záhadně dostali přes území Gruzie do soutěsky Kodori. Ještě několik měsíců poté neváhal v reakci na další gruzínské provokace na hranici při řece Inguri obvinit gruzínskou vládu v Tbilisi, že chtěla během kodorské krize vyvolat dojmy, že je Abcházie baštou teroristů, a ospravedlnit tak případné vojenské přepadení tohoto separatistického státu.
Dne 29. listopadu 2002 byl však prezidentem náhle odvolán z funkce premiéra ihned poté, co se vrátil z dvoutýdenní pracovní cesty v Moskvě, kde úspěšně vyjednal smlouvy na vývoz elektřiny do Krasnodarského kraje a také ruskou podporu, aby na následující jednání v OSN ohledně abchazské otázky byli přizváni i zástupci Abcházie. Prezident Ardzinba ani jeho viceprezident tento krok blíže nezdůvodnili, ale svou roli dle oficiálního vyjádření mělo hrát údajné neplnění rozpočtových cílů, přestože byl státní rozpočet Abcházie k září tohoto roku v pořádku, a nepřipravenost na zimní období. Dle neoficiálních, ale dost objektivních skutečností, svou roli sehrál zřejmě i fakt, že Džergenija byl poměrně blízkým příbuzným prezidenta Ardzinby, jehož manželka Světlana byla Džergenijovou sestřenicí. Podle Leonida Lakerbaji, jenž byl se vztahy těchto dvou mužů abchazské politiky dobře seznámený, však rozhodující roli v Džergenijově odvolání sehrál fakt, že jednoduše upadl v nemilost kvůli svým neskromným prezidentským ambicím a během těch dvou týdnů v Moskvě si připravoval podporu Kremlu ke svému případnému nástupu do prezidentské funkce, a také hájil v zemi více ruské zájmy než abchazské, které byly v mnoha ohledech přece jen rozdílné, což mohlo Ardzinbu rozzuřit tak, že nabyl dojmu, že se chystá proti němu spiknutí, o Džergenijově nízké popularitě u obyvatelstva ani nemluvě.

### Prezidentské volby 2004
Už v době voleb do Abchazského lidového shromáždění v roce 2002, kdy byl pořád ještě premiérem Abcházie, podporoval do nadcházejících prezidentských voleb, jež se měly uskutečnit o dva roky později, kandidáty z hnutí Amcachara, jejímž byl také členem. V roce 2003 přednesl na sjezdu hnutí projev, kdy požadoval snížení prezidentských pravomocí a pozvolné přetvoření Abcházie v parlamentní demokracii. Nakonec se právě Džergenija stal hlavním kandidátem Amcachary na prezidenta, avšak pár týdnů před volbami se hnutí Amcachara rozhodlo místo svého člověka podpořit jiného opozičního kandidáta, Sergeje Bagapše. Džergenija přesto pokračoval v kampani a spolu s kandidátem na viceprezidenta Ruslanem Kišmarijou získal podporu pouhých 2 277 voličů (2,63 %), tedy skončil na čtvrtém místě.

### Závěr života
V roce 2012 kandidoval do Abchazského lidového shromáždění, ale nebyl zvolen.
V roce 2014, kdy byl v zemi proveden převrat v důsledku nepokojů, vstoupil Džergenija znovu do politiky a aktivně se účastnil opozičních mítinků, jež vedl blok opozičních stran vůči novému prezidentovi Raulovi Chadžimbovi v čele s politickou stranou Amcachara. Po bouřlivém předání moci se na fóru této opoziční strany, jež podporovala odstraněného prezidenta Aleksandra Ankvaba, vyjádřil velice kriticky k politickým a právním důsledkům politické krize toho roku. Vydal prohlášení, v němž označil skutky prezidenta Raula Chadžimby a jeho aktivistů za kriminální činy, jež by měly být potrestány. Dále ho vinil z porušení posvátné pohanské abchazské přísahy, kterou se ještě během nepokojů zavázal, že nebude usilovat o vysoké funkce. A vyzval k rezignaci jak jeho, tak poslance Abchazského lidového shromáždění.
Dne 5. ledna 2020 Anri Džergenija zemřel v Moskvě, kde žil se svou rodinou.